# Kanonbåden Marstrand
Kanonbåden Marstrand var et dansk krigsskib, der blev søsat i 1861 og som hejste kommando samme år. Marstrand blev bygget hos Baumgarten & Burmeister. Sammen med fem tilsvarende kanonbåde omtales skibene som Thura-klassen. Det var opkaldt efter søofficeren Osvald Marstrand, der døde i 1849 ombord på linjeskibet Christian den Ottende under slaget i Egernførde Fjord.

## Konstruktion
Thura-klassen var ret simple konstruktioner - udfordringen i dem var, at Orlogsværftet for første gang skulle bygge skibe af jern. Tre af skibene blev bygget hos Baumgarten og Burmeister, herunder Marstrand, der havde værftets byggenummer 14. Værftet leverede også skibets dampmaskine, der ydede 170 HK. Foruden dampmaskineriet var skibets to master forsynet med rigning, så der kunne suppleres med sejl. Skibets to kanoner var anbragt i hver sin udbygning ("svalerede") foran skorstenen, og der var tale om 30-punds glatløbet skyts med kanonvægt på 50 centner og kaliber 16,2 cm L/18. I 1868 blev kanonerne udskiftet med riflede 24-punds (15,4 cm), stadig med kanonvægt 50 centner. De nye kanoner var langt mere træfsikre. I midten af 1870'erne blev de svære kanoner suppleret med to 9 cm (4 punds) riflede forladere, der både kunne bruges til signalgivning og til forsvar mod mindre skibe. Efter ombygningen til opmålingsskib blev kanonerne udskiftet med to 37 mm kanoner.

## Tjeneste
Marstrand var udrustet under den 2. slesvigske krig, hvor skibet - sammen med Buhl og Krieger - blandt andet var udstationeret ved Fehmern. Hensigten var at forhindre en preussisk besættelse af øen, men preusserne nåede alligevel over til øen i ly af mørket, natten mellem den 14. og 15. marts 1864. Fra 1872 blev Marstrand næsten udelukkende anvendt til søopmåling, kun afbrudt af enkelte ture som øvelsesskib for kadetter og elever. I 1885 blev det officielt klassificeret som opmålingsskib. Marstrand blev ombygget til opmålingstjeneste, med et dækshus, hvor kanonerne havde stået, og i 1889 fik skibet nyt maskineri fra B&W. Opmålingsarbejdet var en møjsommelig affære, der typisk bestod i at bestemme skibets position og derefter tage lodskud for at måle havdybden og tegne dybden ind på et søkort. Derefter skiftede skibet position og processen gentog sig. Da 1. verdenskrig brød ud i 1914, blev Marstrand fra 1. august en del af Marinens Sikringsstyrke, hvor det indgik i 2. suppleringsstyrke, som logiskib for søopmålingen. Fra 1919 blev opmålingarbejdet genoptaget, og som den sidste af de seks kanonbåde blev Marstrand solgt i 1937 og slæbt til Randers til ophugning.

## Eksterne links
- Wikimedia Commons har flere filer relateret til Kanonbåden Marstrand